# Fruchtbarkeit (Film)
Fruchtbarkeit ist ein 1929 gedrehter, später deutscher Aufklärungs-Stummfilm von Eberhard Frowein. Die Geschichte basiert auf Theodoor Hendrik van de Veldes Buch „Die Fruchtbarkeit in der Ehe und ihre wunschgemäße Beeinflussung“.

## Handlung
Der alte Arzt Dr. Witte verrichtet seinen Dienst in einem grauen Arbeiterort. Die Gegend ist geprägt von Fabrikhallen, Schloten und sozialem Elend. Verwahrlosung überall, wo man hinschaut. Eines Tages trifft sein Vertreter Dr. Maerker ein. Der ist entsetzt angesichts der bitteren Armut, die überall zu herrschen scheint und vor allem die Kinder hoffnungslos erscheinen lässt. Da wird ausgerechnet ein Alkoholiker mehrfacher Vater, muss die Wöchnerin, um ihren Lebensunterhalt zu verdienen, zu frühzeitig zurück zur körperlich anstrengenden Arbeit auf das Feld, während die Witwe eines verunglückten Fabrikarbeiters, zugleich Mutter von sechs Kindern, vom Fabrikanten ihres toten Ehemannes auf die Straße gesetzt wird.
Maerker glaubt daher, an den sozialen Umständen nur dann etwas ändern zu können, in dem er etwas gegen die überbordende Fruchtbarkeit tut und die Zahl der Nachgeborenen reduzieren hilft. Daher hält her einen Vortrag über Geburtenkontrolle. Anders als die meisten Zuhörer, die Maerkers Grundidee folgen können, trifft dieser mit seinen Vorstellungen bei dem Kollegen Witte und dem ortsansässigen Pfarrer, einem erzkonservativen Kirchenmann, auf energischen Widerstand. Der dem Gestrigen verhaftete Dr. Witte gerät ob der modernen Ansichten Maerkers derart unter Schock, dass er daraufhin nervenkrank wird. Als er eines Tages wieder gesundet, muss Dr. Witte erkennen, dass Kollege Maerker mit seinen Überlegungen richtig liegt und die Reduktion des Elends nur durch Empfängnisverhütung erreicht werden kann.

## Produktionsnotizen
Gedreht im September 1929 im Terra-Glashaus von Berlin-Marienfelde, passierte Fruchtbarkeit die Zensur am 18. Dezember 1929 und wurde am 21. Januar 1930 in München uraufgeführt. Die Berliner Premiere erfolgte exakt einen Monat darauf. Die Länge des mit Jugendverbot belegten Fünfakters betrug 2357 Meter. 
Die Produktionsleitung übernahm Eugen Kürschner, die Aufnahmeleitung Walter Lehmann.
Regieveteran Hans Oberländer, der den erzkonservativen Pfarrer spielte, beendete hiermit seine Filmtätigkeit.

## Kritiken
Peter Suhrkamp vom Berliner Tageblatt, schrieb: „Man ist heute allgemein sehr für Aufklärung. Für Aufklärung der Unwissenden: der Kinder und Armen.“ Doch hier spüre man „die Plattheit. Und nun stelle man sich vor, daß die Plattheit zudem in einer unzureichenden Darstellung gezeigt wird. (…) Man sollte annehmen, daß die besten Regisseure, die besten Darsteller und die besten Operateure gerade gut genug wären. Und fürs Manuskript wäre ein Dichter im Film wichtiger als ein Wissenschaftler. (…) In Fruchtbarkeit sind eine platte Spielhandlung, ein allgemeiner Vortrag und schematische Mikroskopien ungeschickt verbunden.“
Siegfried Kracauer meinte in der Frankfurter Zeitung: „Ein Aufklärungsfilm, der in vernünftiger Weise die Geburtenregelung propagiert. Hier, wo es um die Verbreitung nützlicher Erkenntnisse geht, mag man sich damit abfinden, daß die eigentliche Spielhandlung ziemlich primitiv ist. (…) Ganze Kulturfilmarchive müssen geplündert worden sein, um die zahllosen Aufnahmen aus dem Bereich der zeugenden Natur beizubringen, die allenthalben eingestreut sind oder in Gestalt von Überblendungen spukhaft auftauchen. Aber der gute Zweck heiligt die plumpen Mittel.“
Das nationalsozialistische Kampfblatt Völkischer Beobachter, das sich ganz der NS-Idee vom „Volk ohne Raum“ verpflichtet fühlte und die Fruchtbarkeit der germanischen Frau propagierte, sah das naturgemäß anders und giftete nicht nur gegen den jüdischen Verleihchef dieses Films, der Universal, Hollywood-Auswanderer Carl Laemmle, sondern auch gegen die hier vorgelegte Grundidee der Geburtenkontrolle als Gegenmaßnahme einer Massenverelendung. In einem scharfen, völkischen Ton heißt es dort „Es liegt in der Linie seiner Entwicklung, dem ausgeplünderten deutschen Volke nunmehr das Letzte zu propagieren, was man einem Volke antun kann, wenn man sein Verderben will: die Geburtenbeschränkung.“